# Ню Ингланд Революшън
Ню Ингланд Революшън е футболен отбор от САЩ, основан през 1995 г. Играе домакинските си мачове във Фоксбъро, щата Масачузетс.

## История
Клубът е основан от Робърт Крафт, който е собственик и на тима от НФЛ Ню Инглънд Пейтриътс. Въпреки че мениджъри на тима са Франк Стейпълтън, Валтер Дзенга и Стив Никъл, той има единствено 4 загубени финала.
В сезон 2009 завършва трети в Източната конференция и се класира за четвъртфиналите на лигата, където отпада от „Чикаго Файър“.